# スピリット航空
スピリット航空（スピリットこうくう、Spirit Airlines）は、マイアミ都市圏のフロリダ州ミラマー市に本社を置くアメリカ合衆国の格安航空会社である。

## 歴史
- 1983年、アトランティックシティ、ラスベガス、バハマを目的地とした娯楽旅行パッケージを提供するチャーターツアーの運航会社として、デトロイトを拠点にチャーターワン航空として設立された[1]。

- 1992年5月29日、初のジェット機を導入し、また、スピリット航空へ名称を変更した。
- 1992年6月1日、デトロイト-アトランティックシティ間の定期便の運航を開始[2]。
- 1992年6月15日には、ボストン-プロビデンス間の定期便の運航を開始。
- 1993年4月に、フロリダ州への定期便運航を始めた。
- 1994年の夏、旅行代理店との情報共有のミスでオーバーブッキングが発生し、1,400人の顧客の航空券がキャンセルされる事態となった。これに対する批判に応えて、すべての有料顧客が常に目的地まで自社便で行けるようにすることを約束した。
- 1999年11月に、ミシガン州イーストポイントからフロリダ州ミラマー市へ会社の本拠地を移転した。
- 2000年、マクドネル・ダグラスDC-9、MD-80型機合計8機において、緊急装備などが連邦規制に違反していることが判明し、米国連邦航空局(FAA)から67,000ドルの罰金を科された[3][4]。
- 2001年11月に、プエルトリコのサンフアンに就航し、ウェブサイトと電話予約などを統合したスペイン語カスタマーサービスを導入した。
- 2002年に、コロラド州デンバー、ネバダ州ラスベガスに就航した。
- 2003年秋、アメリカ同時多発テロ事件後に休止したワシントンD.C. のロナルド・レーガン・ワシントン・ナショナル空港に就航した。
- 2008年6月、数百人のパイロットと客室乗務員を解雇し、サンファンとラガーディアの乗務員拠点を閉鎖するWARN(労働者調整および再訓練通知)申請を行った[5]。
- 2010年6月12日、パイロットがストライキを実行し、運航停止状態となった。当時、米国で最も低賃金だった。
- 2010年8月より、機内持ち込みの手荷物に対しても追加料金を取ると発表した[6]。
- 2017年5月、パイロット不足が表面化し、1週間で300便が欠航した。約2万人の乗客に影響が出る事態となった。会社側は、労働組合による違法な怠業が原因としてアメリカ連邦裁判所に訴えを起こしている[7]。
- 2017年11月、2015年12月に最下位を記録した定時運航率でデルタ航空に次ぐ国内2位を記録し、大幅な改善を達成した。
- 2018年2月、北米で唯一、世界で最も安全な航空会社トップ10にランクインした。
- 2018年5月、格安航空会社として初めて高速WiFiサービスを開始すると発表した。
- 2019年12月、エアバスA320neoファミリー航空機を100機新たに購入する意向を発表した。
- 2022年2月7日、同じく超格安航空会社であるフロンティア航空との経営統合を発表した。実現すればアメリカ第5位の規模を持つ航空会社が誕生する予定であったが[8]、物別れとなった。
- 2022年7月28日、同じく米国の格安航空会社であるジェットブルー航空との合併を発表した。なお、このわずか数時間前にフロンティア航空との合併計画を破棄している[9][10]。
- 2024年11月11日、スピリット航空の旅客機がハイチのポルトープランス国際空港に着陸しようとしたところ、銃撃を受けて機内の客室乗務員が負傷。同機は隣国ドミニカ共和国への向かい着陸に成功したが、機体は損傷して使用不能となった[11]。

## 就航路線

### アメリカ合衆国、アメリカの準州、カナダ、メキシコ
- アトランタ (ハーツフィールド・ジャクソン・アトランタ国際空港)
- アトランティックシティ（ニュージャージー州）
- カンクン（メキシコ）
- シカゴ (オヘア国際空港)
- ダラス/フォートワース (ダラス・フォートワース国際空港)
- デトロイト
- フォートローダーデール（フロリダ州）(フォートローダーデール・ハリウッド国際空港)
- フォートマイヤーズ （フロリダ州）
- ラスベガス
- ロサンゼルス (ロサンゼルス国際空港)
- マートルビーチ （サウスカロライナ州）
- ニューヨーク (ラガーディア空港)
- オーランド
- プロビデンス (T.F.グリーン空港)
- サンフランシスコ
- サンフアン（プエルトリコ）
- セントトーマス（アメリカ領ヴァージン諸島）
- タンパ
- ワシントンD.C. (ロナルド・レーガン・ワシントン・ナショナル空港)
- ウェストパームビーチ（フロリダ州）

### アメリカの準州を除くバミューダ・西インド諸島
- グランドターク島（タークス・カイコス諸島）
- キングストン（ジャマイカ）
- モンテゴベイ（ジャマイカ）
- ナッソー（バハマ）
- プロビデンシアレス島（タークス・カイコス諸島）
- サンサルバドル（エルサルバドル）
- サントドミンゴ（ドミニカ共和国）

## 保有機材

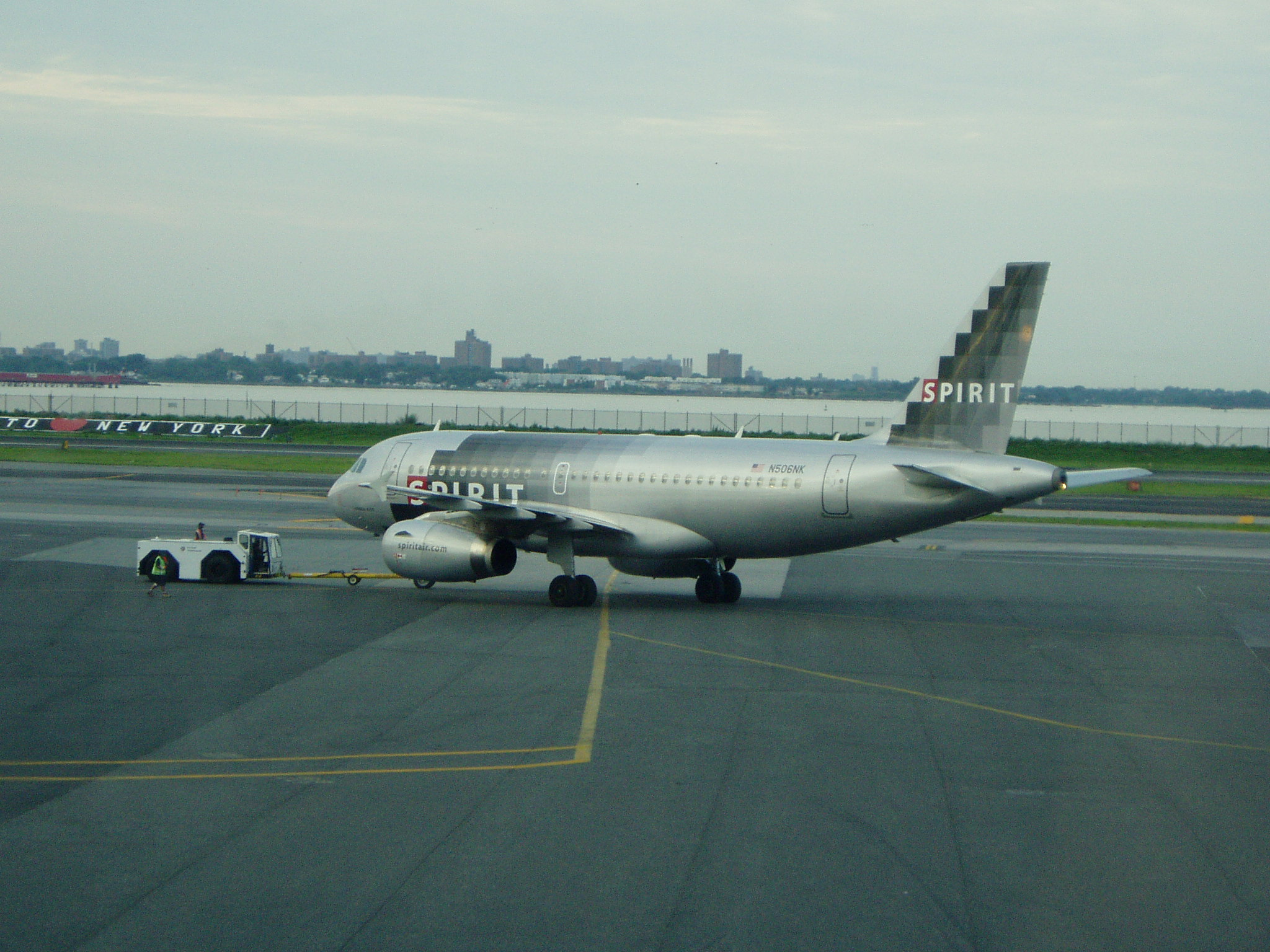
エアバスA319

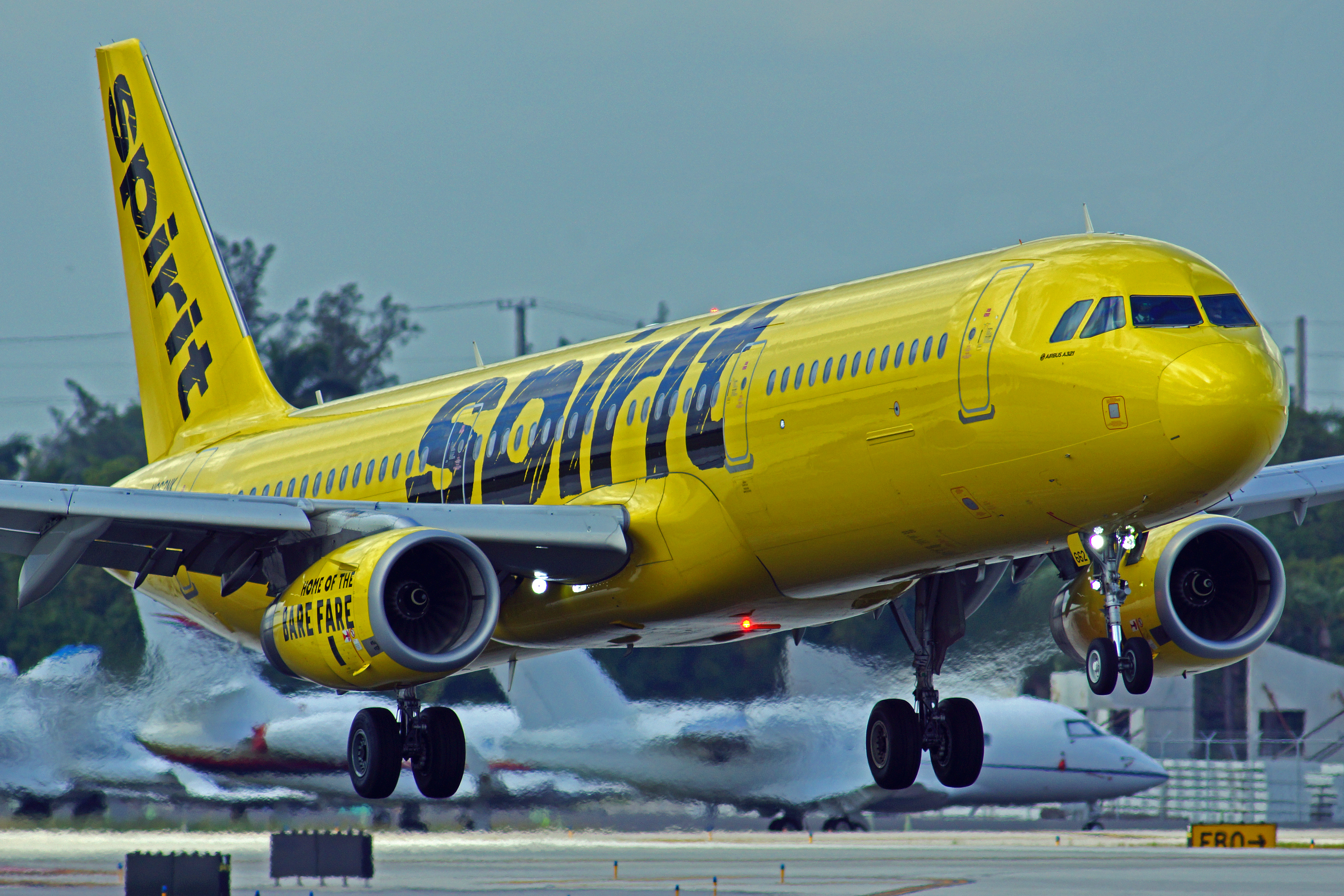
新塗装のエアバスA321

### 現在の保有機材
| 機種            | 保有数 |
| --------------- | ------ |
| エアバスA319    | 15     |
| エアバスA320    | 64     |
| エアバスA320neo | 91     |
| エアバスA321    | 30     |
| エアバスA321neo | 30     |
| 合計            | 230    |

スピリット航空のシートピッチは、一般航空会社のエコノミークラスよりも数インチ狭い28インチとなっている。

### 過去の保有機材
- マクドネル・ダグラス MD-82型機
- マクドネル・ダグラス MD-83型機